# Belly Full of Turkey
Belly Full of Turkey är det nionde avsnittet av första säsongen av TV-serien How I Met Your Mother. Det hade premiär på CBS den 21 november 2005.

## Sammandrag
Det är Thanksgiving. Lily åker för att träffa Marshalls familj och är rädd för att hon är gravid. Robin och Ted vill göra någonting bra för de fattiga och beger sig till ett soppkök. 

## Handling
Marshall och Lily ska hälsa på Marshalls familj i Minnesota på Thanksgiving. Marshall spelar en egenuppfunnen sport med sina bröder medan Lily hjälper till i köket. När hon får höra hur stora Marshalls syskonbarn var när de föddes blir hon rädd att hon kommer att behöva föda en jättestor bebis. Vid middagen börjar hon och Marshall bråka om vilket efternamn de ska ha när de gifter sig och var de ska bo. Lily lämnar middagen och köper ett graviditetstest i en butik i närheten. 
Lily grips för offentlig urinering så Marshall åker för att hämta ut henne ur arresten. De pratar om oron inför att bilda familj. Det visar sig att Lily inte är gravid, vilket de blir lättade över.
Robin och Ted har inga planer för Thanksgiving, så de bestämmer sig för att hjälpa till i ett soppkök. Till deras förvåning är Barney där som en av de frivilliga. Han är till och med utsedd till "Årets volontär". Först får de inte hjälpa till för att soppköket redan har många frivilliga krafter, men med Barneys hjälp får de så småningom uppgifter. De upptäcker att långt ifrån all mat distribueras till hemlösa och fattiga. Ted tycker att det är själviskt av frivilligarbetarna att lägga undan delikatesser för egen del, så han börjar springa ut med dem till de hemlösa. Det här gör att Ted, Robin och "årets volontär" Barney får sparken. De går till en strippklubb i stället, där Ted får utlopp för sin lust till välgörenhet genom att betala för en annan kunds lap dance.

## Popkulturella referenser
- Högtiden Thanksgiving har sitt ursprung i pilgrimernas måltid tillsammans med indianer, något som enligt Barney uppmärksammas på ett speciellt sätt på hans lokala strippklubb. Barney rättar senare sin berättelse från "indianer" till "USA:s ursprungsbefolkning", den mer politiskt korrekta benämningen i USA.
- I det här avsnittet är det premiär för vännernas drift med fördomar om Robins hemland Kanada. Framför allt driver de med kanadensisk engelska, som till exempel uttalar "oot" i stället för "out".
- Familjen Eriksens egen sallad innehåller förutom gelébjörnar och stora mängder majonnäs funyuns, en form av ringformade snacks med löksmak gjorda av majsmjöl.
- Barney motiverar först sitt välgörenhetsarbete med att han är "otroligt snygga killars version av Angelina Jolie".
- Barney jämför Teds förfrågan om att första dagen som volontär arbeta med fyllningen på kalkonen med att ringa NFL och be om att få spela som quarterback.